# Dryoscopus sabini
Dryoscopus sabini là một loài chim trong họ Malaconotidae.